# 福ノ上達也
福ノ上達也（ふくのうえ たつや、1969年10月8日 - ）は、日本のDJ、ナレーター。
R.E WORKSと業務提携。以前にはプロダクション人力舎に所属していた。

## 来歴・人物
神奈川県横浜市生まれ。7歳から12歳までアメリカ合衆国カリフォルニア州オレンジ郡で育ち、帰国後に獨協大学外国語学部ドイツ語学科卒業。アメリカ滞在時よりラジオ好きだったこともあり、大学2年生のときにJ-WAVEサマーセミナーを受講し、選曲などの番組制作に必要な基礎を学ぶ。1994年に同局の「TIME AFTER TIME」でナビゲーターデビュー、在学中より「J-WAVE LIFE INFORMATION」にてスポンサー紹介を担当している｡

## 主な出演

### ラジオ番組

#### 現在の出演番組
- J-WAVE LIFE INFORMATION（J-WAVE）※スポンサー紹介担当

#### 過去の出演番組
- AZ-BEAT（J-WAVE）
- GROOVE LINE（J-WAVE）※代理出演
- GROOVE LINE Z（J-WAVE）※代理出演
- J-WAVE GOOD MORNING TOKYO（J-WAVE）※代理出演
- J-WAVE NEWYEAR SPECIAL KICK OFF 2011（J-WAVE）
- MUSIC HYPER MARKET（J-WAVE）
- MODAISTA（J-WAVE）※「KIRIN HYOKETSU #1 AVENUE」「dunhill motorities THE COOL COLLECTIVE」「au SATURDAY JAY CRUISE」担当
- SEVEN SEAS（J-WAVE/Brandnew J）
- TIME AFTER TIME（J-WAVE）
- WAKE UP TOKYO（J-WAVE）
- WEEKEND CONNECTION（J-WAVE）
- VIVA! ACCESS（J-WAVE）※代理出演
- アジエン・コネクション（全国各地44のコミュニティFM局）
- アベコーのモリもりトーク（TBSラジオ）※ゲスト出演
- MUSIC BAR GOLD DUST（J-WAVE）

### テレビ

#### 現在の出演番組
- 英会話フィーリングリッシュ〜データで選んだ推しフレーズ〜（NHK Eテレ）※ナレーション
- 結束!侍ジャパン（J SPORTS）※ナレーション
- FNN Live News α（フジテレビ）※ナレーション

#### 過去の出演番組
- FNS27時間テレビ※「すぽると!」のスポーツダイジェストVTRナレーション
- TOKYO GOLF NAVIGATION（TOKYO MX）※ナレーション
- ブンデスリーガハイライト（フジテレビワンツーネクスト）※日本語吹き替え担当
- 東京VS46道府県（TBS）※ナレーション
- 米国女子ゴルフLPGAハイライト（TwellV）※VTR部分のナレーション
- 銀河系花山村（東日本放送）
- 金曜プレミアム・奇跡のチカラの謎を解け!世界超常能力TV（フジテレビ）※ナレーター
- ニュース&すぽると!（フジテレビ）※速報・ニュース部分のナレーション（土・日曜日）
- すぽると!（フジテレビ）※速報・ニュース部分のナレーション（金・土曜日）
- バラエティーニュース キミハ・ブレイク「職業発見バラエティ 夢のシゴトにつく条件」（ナレーション、2009年）
- スポーツLIFE HERO'S（フジテレビ）※ナレーション（日曜日）
- しごとの基礎英語（NHK Eテレ）※語り担当
- おもてなし 即レス英会話→もっと伝わる! 即レス英会話（NHK Eテレ）※ナレーション
- 大西泰斗の英会話☆定番レシピ（NHK Eテレ）※ナレーション

### 映画
- F (エフ)（松竹）
- メトロポリス（東宝）